# خرج (زينة)

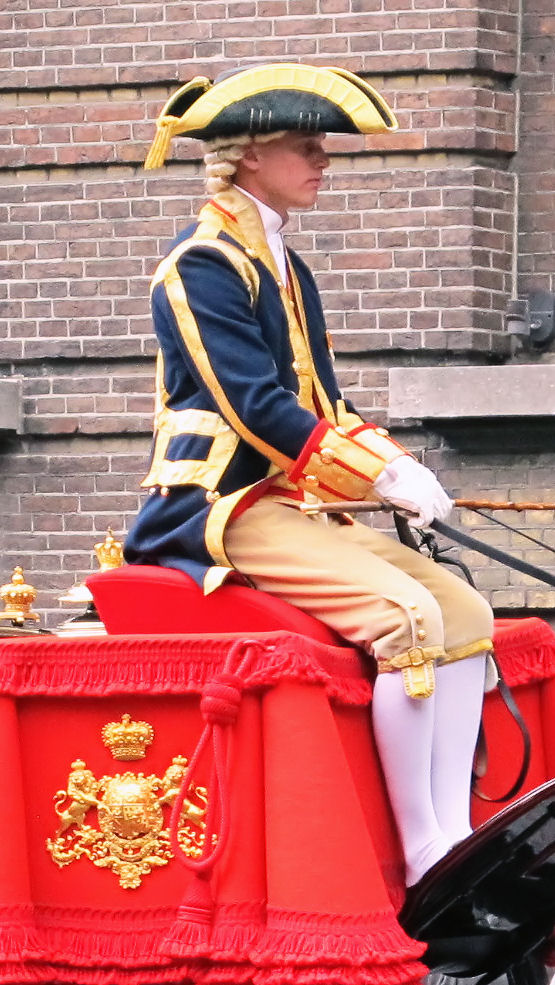
خرج على أطراف الأكمام والجيوب والدرزات

الخَرْج أو الزَرْكَش هو شريط زيني منسوج أو مضفور مزخرف بشكل كبير، وعادة ما يكون مصنوعاً من خيوط ذهبية أو فضية يمكن نسجها أو تطريزها. يستخدم الخرج في تزيين الزي العسكري وزي الشُرطة، وزخرفة على المنسوجات والأقمشة والمفروشات. قد يأتي الخرج أيضاً على شكل مخرمة، وعادة ما يكون عريضاً.